# John Hébert

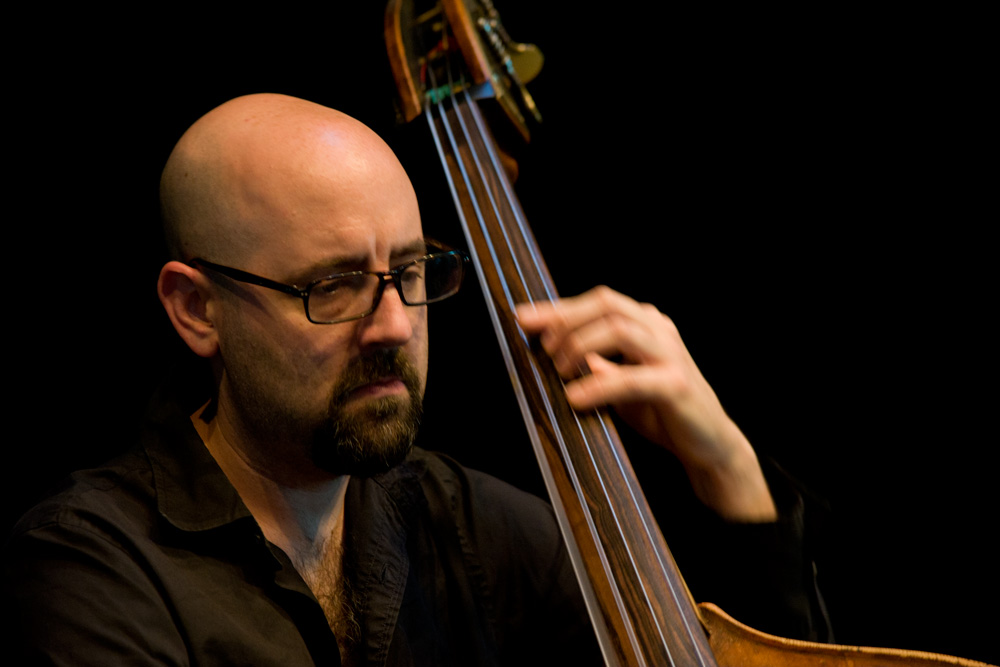
John Hébert, Moers Festival 2012

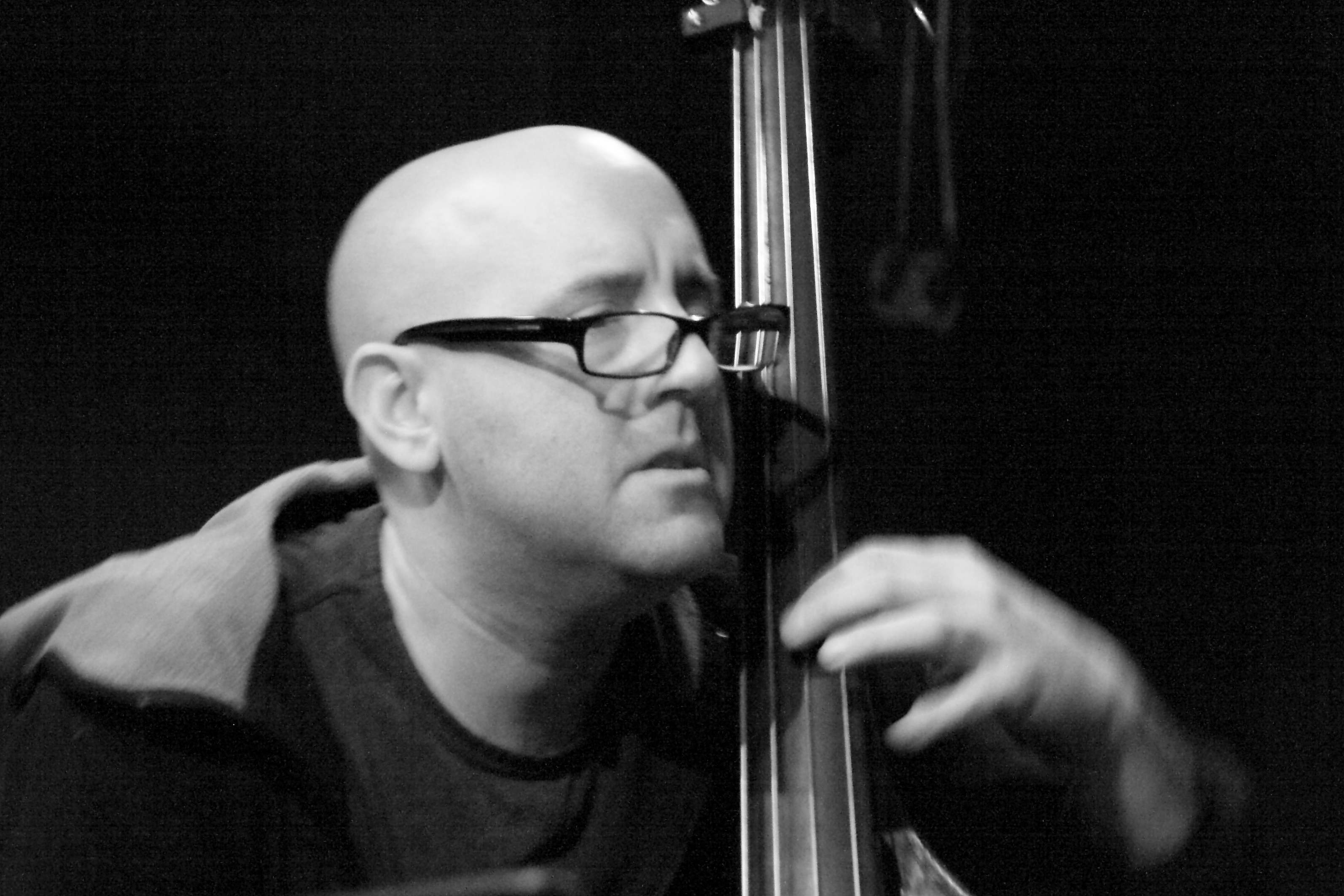
John Hébert mit Anti-House im Club W71, Januar 2011

John Hébert (* 1972 in New Orleans, Louisiana) ist ein US-amerikanischer Jazzbassist.

## Leben und Wirken
Hébert hatte den ersten Kontrabassunterricht bei Bill Huntington. Er studierte von 1990 bis 1992 an der Loyola University of New Orleans und trat in dieser Zeit u. a. mit Steve Masakowski, Tony Dagradi und Johnny Vidacovich auf. Er setzte seine Ausbildung an der William Paterson University in New Jersey bei Rufus Reid fort, wo er den Grad eines Bachelor of Music für Jazz Performance erlangte.
Seitdem lebt er in New York, wo er mit Musikern wie Andrew Hill, Lee Konitz, Paul Bley, John Abercrombie, Kenny Wheeler, Paul Motian, David Liebman, Uri Caine, Greg Osby, Bill Stewart, Marc Copland, Fred Hersch, Joe Fiedler, Maria Schneider, Andy Middleton und Ingrid Laubrock zusammenarbeitete. Daneben leitet er die eigene Gruppe Byzantine Monkey. Im Critics Poll der Zeitschrift Down Beat wurde er als "Rising Star Acoustic Bassist" erwähnt. 2022 legte Hébert das Album Sounds of Love vor. Zu hören ist er u. a. auch auf Dave Liebmans Trioalbum Truth and Honesty (2022, mit Ben Monder), auf Mat Maneris Ash (2023) und Andy Milnes Time Will Tell (2024).

## Diskographische Hinweise
- Michael Adkins Quartet featuring Paul Motian: Rotator
- Russ Lossing Trio: Phrase 6
- Gebhard Ullmanns Basement Research featuring Julian Argüelles, Steve Swell und Gerald Cleaver: New Basement Research
- Russ Lossing/John Hebert Duo: Line Up
- Jürgen Friedrich Trio: Seismo
- Michael Attias Trio mit Satoshi Takeishi: Reku
- Andrew Hill Quintet: Time Lines (Downbeat Critic’s Poll Album of the Year 2006)
- Mary Halvorson: Dragon’s Head (Firehouse 12 Records, 2008)
- Carl Maguire Floriculture Sided Silver Solid (Firehouse 12 Records, 2009, mit Oscar Noriega, Stephanie Griffin, Dan Weiss)
- Rodrigo Amado, Taylor Ho Bynum, John Hébert & Gerald Cleaver: Searching for Adam (2010)
- Taylor Ho Bynum / John Hébert / Gerald Cleaver: Book of Three (RogueArt, 2011)
- John Hébert Trio Floodstage (Clean Feed, 2014, mit Benoît Delbecq, Gerald Cleaver)
- John Escreet: The Unknown (Sunnyside, 2016)
- Adam Kolker, Russ Lossing & John Hébert: Change of Time (OmniTone Records, 2018)
- Andy Milne: The reMission (Sunnyside, 2020)